# حبيبي (رواية مصورة)
حبيبي (بالإنجليزية: Habibi)‏ هي رواية مصورة للكاتب الأمريكي كريغ ثومبسون صدرت في سبتمبر 2011 , تحكي الرواية حكاية حب خرافية بين طفلان عبيد هاربان هما دودولا و زام , الرواية مستوحاة من كتاب ألف ليلة وليلة و زخارف الفن الإسلامي وفن الخط العربي بالإضافة إلى المذهب الصوفي كما أنها تحتوي على قصائد من الشعر العربي مثل أنشودة المطر للشاعر العراقي بدر شاكر السياب .